# Kolposkop

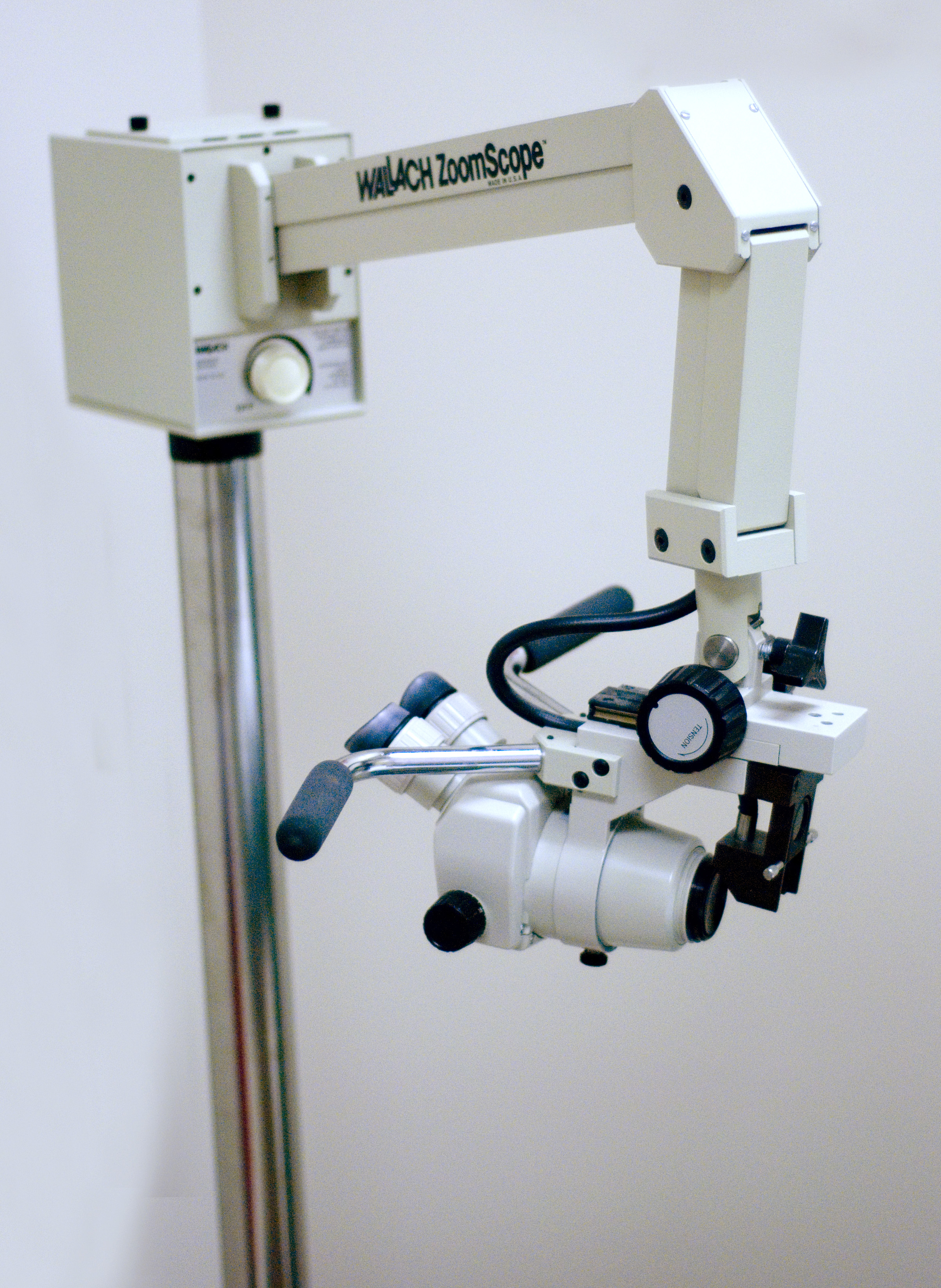
Kolposkop

Kolposkop je specializovaný gynekologický přístroj, sloužící k vyšetření děložního čípku – kolposkopie, dělohy, pochvy a zevních genitálií. Kolposkop se skládá z optické části (výměnný okulár a objektiv, případně přídavný zelený filtr), osvětlovacího systému se studeným světlem (halogenová žárovka a světlovodný systém), polohovacího systému (stojan, rameno), případně je ještě doplněn pomocnými prvky (dokumentační zařízení, tubus pro asistenta apod.). Zvětšení optické soustavy se pohybuje v rozsahu 2–60×. Moderní kolposkopy téměř bez výjimky používají binokulární systém.
Kolposkopické vyšetření zavedl do praxe v roce 1925 německý gynekolog Hans Hinselmann použitím silné lupy. Základem techniky je zjištění změn na děložním čípku, indikujících možný počátek nádorového bujení. Pro zvýraznění vyšetřovaného pole se aplikuje potěr roztokem kyseliny octové nebo se užije Lugolův roztok (KI3 – trijodid draselný), který atypické buňky barevně zvýrazní. Kolposkopický nález se obvykle týká cévních změn na přechodu sliznice děložního hrdla a povrchu čípku a bývá označován zkratkami P (punktuace) nebo M (mozaika).